# Bazancourt (Oise)
Bazancourt és un municipi francès, situat al departament de l'Oise i a la regió dels Alts de França. L'any 2007 tenia 132 habitants.

## Demografia

### Població
El 2007 la població de fet de Bazancourt era de 132 persones. Hi havia 54 famílies de les quals 12 eren unipersonals (12 dones vivint soles i 12 dones vivint soles), 23 parelles sense fills i 19 parelles amb fills.
La població ha evolucionat segons el següent gràfic:
Habitants censats

### Habitatges
El 2007 hi havia 58 habitatges, 52 eren l'habitatge principal de la família i 6 eren segones residències. Tots els 58 habitatges eren cases. Dels 52 habitatges principals, 40 estaven ocupats pels seus propietaris, 10 estaven llogats i ocupats pels llogaters i 2 estaven cedits a títol gratuït; 1 tenia dues cambres, 9 en tenien tres, 16 en tenien quatre i 26 en tenien cinc o més. 43 habitatges disposaven pel capbaix d'una plaça de pàrquing. A 25 habitatges hi havia un automòbil i a 22 n'hi havia dos o més.

### Piràmide de població
La piràmide de població per edats i sexe el 2009 era:
| Homes | Edats   | Dones |
| ----- | ------- | ----- |
| 0     | 95 o +  | 0     |
| 0     | 90 a 94 | 0     |
| 0     | 85 a 89 | 0     |
| 0     | 80 a 84 | 0     |
| 4     | 75 a 79 | 8     |
| 0     | 70 a 74 | 0     |
| 4     | 65 a 69 | 0     |
| 4     | 60 a 64 | 8     |
| 0     | 55 a 59 | 0     |
| 8     | 50 a 54 | 0     |
| 0     | 45 a 49 | 4     |
| 4     | 40 a 44 | 0     |
| 12    | 35 a 39 | 12    |
| 4     | 30 a 34 | 4     |
| 0     | 25 a 29 | 8     |
| 8     | 20 a 24 | 4     |
| 0     | 15 a 19 | 0     |
| 4     | 10 a 14 | 8     |
| 12    | 5 a 9   | 12    |
| 4     | 0 a 4   | 0     |

## Economia
El 2007 la població en edat de treballar era de 84 persones, 64 eren actives i 20 eren inactives. De les 64 persones actives 59 estaven ocupades (30 homes i 29 dones) i 5 estaven aturades (1 home i 4 dones). De les 20 persones inactives 4 estaven jubilades, 10 estaven estudiant i 6 estaven classificades com a «altres inactius».

### Ingressos
El 2009 a Bazancourt hi havia 52 unitats fiscals que integraven 134,5 persones, la mediana anual d'ingressos fiscals per persona era de 18.029 €.

### Activitats econòmiques
Els 2 establiments que hi havia el 2007 eren d'empreses classificades com a «altres activitats de serveis».
L'any 2000 a Bazancourt hi havia 10 explotacions agrícoles que ocupaven un total de 738 hectàrees.

## Equipaments sanitaris i escolars
El 2009 hi havia una escola elemental integrada dins d'un grup escolar amb les comunes properes formant una escola dispersa.

## Poblacions més properes
El següent diagrama mostra les poblacions més properes.